# Pseudorhombila xanthiformis
Pseudorhombila xanthiformis is een krabbensoort uit de familie van de Pseudorhombilidae. De wetenschappelijke naam van de soort is voor het eerst geldig gepubliceerd in 1940 door Garth.